# Biais médiatique

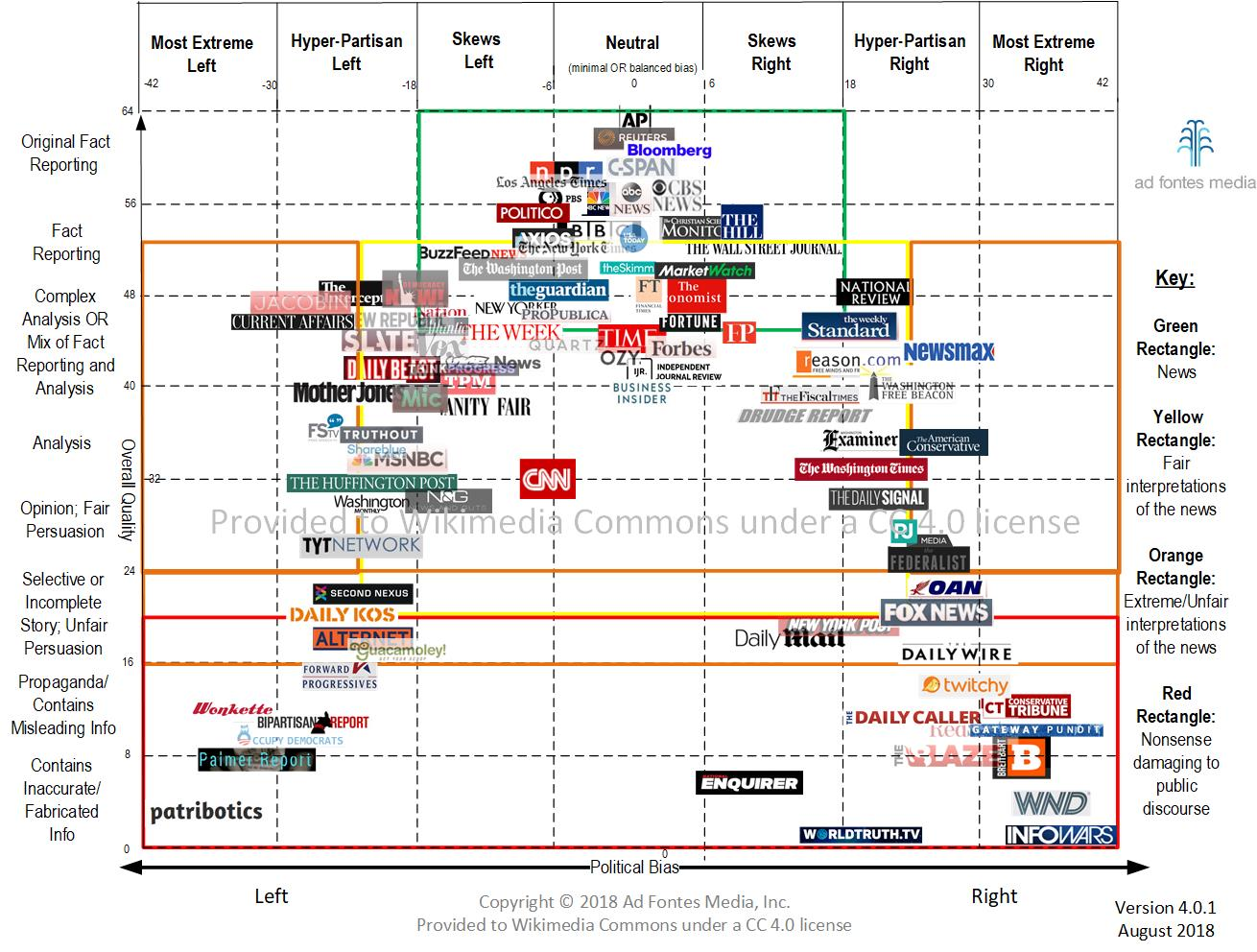
Carte des opinions et des bais des grands médias americains

Un biais médiatique est une tendance des médias à présenter involontairement les informations, idées ou évènements d'une façon altérée par un apriori ou une conviction.
Le phénomène de biais médiatique est connu des attachés de presse, des états-majors du monde politique, et bien entendu des médias eux-mêmes. Il s'ensuit une course au positionnement.

## Typologie
Une étude de 2014 analyse l’envergure et les différentes formes de biais médiatiques. Cette étude distingue quatre formes de biais en lien avec:
- les caractéristiques propres à un événement ;
- des facteurs contextuels ;
- la structure organisationnelle des médias et son marché ;
- des facteurs liés à la méthode de recherche scientifique lors de la récolte et du traitement de données.

En 2017, une étude américaine dévoile un biais médiatique en lien avec la couverture d'acte terroriste. L'étude dénombre cinq fois plus de couverture médiatique si les auteurs sont musulmans.